# Namdžačchingu
Namdžačchingu (v korejském originále 남자친구, Namjachingu; anglický název: Encounter) je jihokorejský televizní seriál z roku 2018, v němž hrají Song Hje-gjo a Pak Po-gom. Vysílal se na stanici tvN od 27. listopadu 2018 do 24. ledna 2019 každou středu a čtvrtek v 22:00 pro 16 epizod.

## Obsazení
- Song Hje-gjo jako Čcha Su-hjon
- Pak Po-gom jako Kim Čin-hjok